# Эллис, Говард Сильвестр
Говард Сильвестр Эллис (англ. Howard Sylvester Ellis; 2 июля 1898, Денвер, штат Колорадо, США — 15 апреля 1992, Капитола, штат Калифорния, США) — американский экономист, эмерит профессор экономики Калифорнийского университета, президент Американской экономической ассоциации в 1949 году, президент Международной экономической ассоциации в 1953—1955 годах.

## Биография
Говард родился 2 июля 1898 года в Денвере, штат Колорадо в семье Сильвестра Элдона и Нелли Бланш (Янг) Эллис.
В 1920 году Эллис получил степень бакалавра в университете штата Айова, в 1922 году степень магистра в Мичиганском университете, и в 1924 году ещё магистерскую степень и в 1929 году докторскую степень в Гарвардском университете. В 1924—1925 годах учился в Гейдельбергском университете, а в 1925—1927 годах учился в Венском университете.
Преподавательскую деятельность начал преподавателем экономики в 1920—1922 годах в Мичиганском университете в Анн-Арборе. В 1925—1929 годах преподавал в качестве ассистента профессора, в 1935—1937 годах — ассоциированного профессора, а в 1935—1938 годах — полного профессора. В 1938—1992 годах профессор экономики в Калифорнийском университете. В 1965 году вышел в отставку, став эмерит профессором экономики Калифорнийского университета:
В 1943—1946 годах заместитель директора исследований и статистики Совета управляющих Федеральной резервной системы. В 1944—1945 годах и в 1949 году являлся приглашённым профессор экономики в Колумбийском университете, а в 1951 году в Токийском университете, в 1958—1959 годах в Мумбайском университете. В 1949—1950 годах директор проекта Совета по международным отношениям по изучению Плана Маршалла, в 1952—1953 годах экономический консультант Государственного департамента США. В 1960 году специалист ООН по вопросам образования Латинской Америки. В 1963 году профессор Центра экономических исследований в Афинах.
В 1951 году Мичиганский университет и Калифорнийский университет в Беркли присвоил почётную степень доктора права Г.Эллису. Г. Эллис — член и президент Американской экономической ассоциации в 1949 году, президент в 1953—1956 годах и член исполнительного комитета в 1956—1962 годах, почетный президент Международной экономической ассоциации, член Королевского экономического общества, член общества Пфи Бета Каппа.
Семья
Г. Эллис женился на Гермине Джоанн Хоерлесбергер в июле 1935 года, у которых родились две дочери, Дороти Маргарет и Марта Жозефина.

## Награды
Эллис за свои достижения награждался:
- 1923 — стипендия Рикардо от Гарвардского университета за своё эссе;
- 1924 — стипендия Федерика Шелдона в течение 1924—1925 годов от Гарвардского университета;
- 1930 — премия Дэвида Уэллса для публикации докторской диссертации в издательстве Гарвардского университета за лучший трактат по истории, государства и экономике;
- 1933 — стипендия Совета социологических исследований[англ.] в течение 1933—1935 годов.